# جاريد مادوكس
جاريد مادوكس (بالإنجليزية: Jared Maddux)‏ (20 يوليو 1911-22 مايو 1971) كان سياسياً من ولاية تينيسي.

## المسار المهني
كان عضواً في مجلس شيوخ ولاية تينيسي, وانتخب من قبل زملائه ليكون نائب حاكم ولاية تينيسي الثالث والأربعين من 1953 إلى 1959 ومرة أخرى من 1965 إلى 1967 في عهد الحاكم فرانك كليمنت, لفترة أطول من أي شخص آخر باستثناء جون شيلتون وايلدر, الذي شغل المنصب من عام 1971 إلى عام 2007.
قصة كيف تم انتخابه لولايته النهائية هي الآن شيء من أسطورة تينيسي السياسية (انظر فرانك جوريل). اعتبارًا من عام 2007 ، هو الشخص الوحيد الذي خدم في المنصب لفترات غير متتالية. كان من كوكفل بولاية تينيسي.